# Токомбаев, Шербото
Шербото Токомбаев (род. 13 августа 1974, Фрунзе) — современный киргизский писатель, психотерапевт, автор тренингов и научных статей, посвящённых гештальт-подходу и терапии химической зависимости.

## Биография
Родился в семье поэта и кинорежиссера Улана Токомбаева Токомбаев, Улан Алыевич и поэтессы и переводчика Светланы Сусловой (Токомбаевой)Суслова, Светлана Георгиевна в городе Фрунзе Киргизской ССР.
После окончания средней школы работал в творческом объединении «Киргизтелефильм» в должности ассистент режиссёра.
В 1998 году стал лауреатом премии «Весна Ала-тоо» за сборник стихов «Один день ветра». В этом же году в издательстве «Стилистика» (г. Москва, Россия) вышел сборник произведений молодых поэтов «День ветра», в котором Кыргызстан был представлен творчеством Шербото Токомбаева. Несколько лет жил и работал в США, в городе Нью-Йорк. Также его книги ("Один день ветра" и сборник "День ветра") представлены в Библиотеке Конгресса США.
Учился на факультете психологии Кыргызско-Российского Славянского Университета, в Московском институте гештальта и психодрамы (МИГИП) (совместная программа Общества развития гештальт-терапии в Кыргызской Республики и GATLA (Gestalt Associates Training Los Angeles), приглашенный тренер - Джей Левин (Jay Levin), а также в Бишкекском Гуманитарном Университете по специальности педагогика. Участвовал в семинарах по обучению гештальт-терапии Роберта Резника (GATLA), Линн Стадлер, а также проходил супервизию у Джея Левина (GATLA). С юности занимается спортом, имеет разряды по дзюдо и кэндо и награды от Японского посольства в Киргизии и ПРООН. Неоднократный призёр Казахстана и Кыргызстана по кэндо.
Более 20 лет работал консультантом по проблемам химической зависимости, а также по проблемам насилия и преступности в различных международных проектах. В рамках Программы содействия управлению границами в Центральной Азии (БОМКА) и Программы по предотвращению распространения наркотиков в Центральной Азии (КАДАП), осуществляемых ПРООН и Европейским Союзом, работал в странах Центральной Азии - Афганистан, Казахстан, Таджикистан, Узбекистан и Туркмения, участвовал в Национальной программе реформирования пенитенциарной системы Кыргызской Республики до 2010 года «Умут», а также в создании более гуманной системы исполнения наказаний в Кыргызской Республике и её приведения в соответствие с международными стандартами и Конвенцией ООН о борьбе против незаконного оборота наркотических средств и психотропных веществ.Награжден грамотой Государственной службы исполнения наказаний Кыргызской Республики.
Во время «Ошских событий» 2010 года один из первых опубликовал фотографии и хронику первых дней этнического противостояния на юге Киргизии.
Участвовал в рабочей группе по переводу на русский язык материалов реабилитационной программы «Атлантис»: поддержка людей желающих
прекратить употребление наркотиков. Также участвовал в создании реабилитационных отделений «Атлантис» в исправительных учреждениях № 47, 3, 10, а также общественных центров «Ранар» и «Ранар-Юг» в Кыргызской Республике.
Один из разработчиков «Стандартов услуг по снижению вреда, связанного с инъекционным потреблением наркотиков в Кыргызской Республике».
Является практикующим консультантом и тренером Центрально-Азиатского учебно-информационного центра снижения вреда (CATIC).
В настоящее время работает экспертом ОБСЕ (OSCE) в различных международных проектах, а также консультантом в «Гештальт-студии развития личности PSYNYC» (Нью-Йорк) и тренером и супервизором I - III ступеней обучения в Бишкекском Гештальт Институте.
После публикации ряда стихотворных сборников (см. Список публикаций), в периодической печати вышло несколько прозаических произведений Шербото Токомбаева — повесть, циклы рассказов и эссе, а также публицистика и ряд статей по теории и практике гештальт-терапии.
Творчество этого автора отличает сплав восточной и европейской культур, ориентированность на внутренний мир человека, размышления об «экологичности» человеческого сознания и взаимодействие социума и природы.
Пишет на русском языке.
В настоящее время проживает в г. Бишкек, Кыргызская Республика.
1. ↑  sherboto

## Участие в общественно-политической жизни
- Член Союза писателей Кыргызстана;
- Основатель Бишкекского ПЕН-Центра, член Международного ПЕН-клуба, (eng.International PEN);
- Член Общества развития гештальттерапии в Кыргызской Республике;
- Был одним из разработчиков «Закона о ВИЧ/СПИДе Кыргызской Республики»;
- Участвовал в группе по гуманизации уголовно-административной наркополитики страны;
- Член Регионального консультативного комитета ITCP (Международная коалиция по готовности к лечению);
- Член первого состава Общественно-наблюдательного совета при Государственной службе Кыргызской Республики по контролю наркотиков;
- Основатель Бишкекского Гештальт Института;
- Участник проекта "Кыргызский гештальт: деколониальный поворот"
- Представитель Бишкекской школы гештальт-терапии

## Список публикаций
- Один день ветра. Бишкек, 1998, изд. «Эльпек»
- День ветра. Москва, 1998, изд. «Стилистика»
- Кровь кочевника. Бишкек, 2001, изд. «Салам»
- Лестница лет. Алматы, 2001, изд. «Жибек жолы»
- Все мы Азия, твои дети. Бишкек, 2001 изд. «Центр литературного мастерства»
- Избранные эссе. Бишкек, 2002, журнал «Литературный Кыргызстан» № 3
- Ала-кииз. Бишкек, 2003, журнал «Литературная Азия» № 1
- Возраст любви. Бишкек, 2006, журнал «Литературный Кыргызстан» № 1
- Заметки по пути. Бишкек, 2009, Kloop-media
- Возраст любви, Красноярск, 2010, журнал «День и ночь» № 2